# エドモンド・フレミー

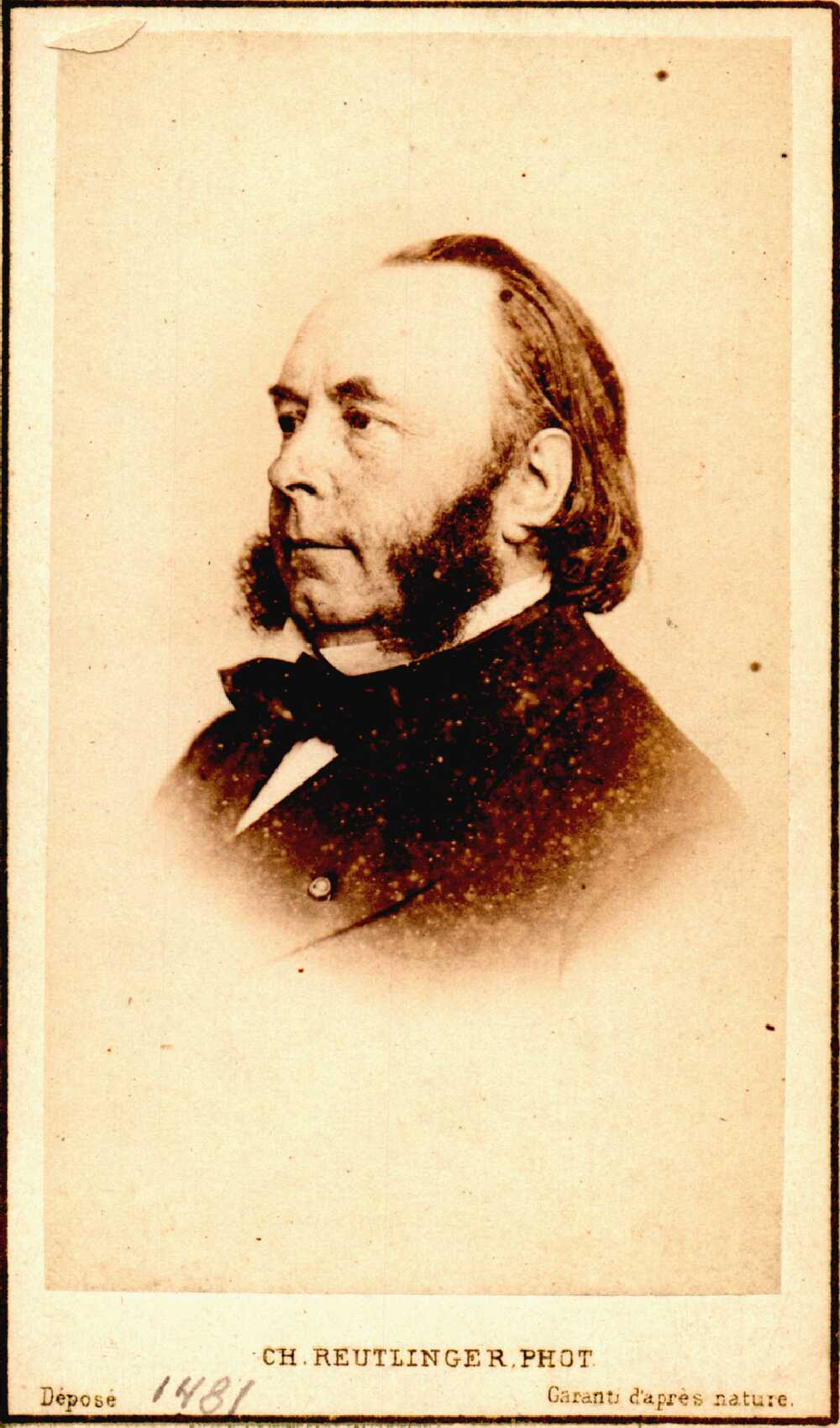
エドモンド・フレミー

エドモンド・フレミー（Edmond Frémy、1814年2月28日 - 1894年2月3日）は、フランスの化学者。彼は今日、1845年にフレミー塩と呼ばれる強力な酸化剤を発見したことで最もよく知られている。フレミー塩は電子スピン共鳴分光法において標準物質として用いられる長寿命なフリーラジカルである。

## 生涯
フレミーは1814年にフランスのヴェルサイユに生まれた。1831年にジョセフ・ルイ・ゲイ＝リュサックの研究室に入り、1834年にはエコール・ポリテクニークに、1837年にはコレージュ・ド・フランスに雇用された。その後、彼は1846年にエコール・ポリテクニークの教授に任命され、1850年にはゲイ＝リュサックの跡をついで国立自然史博物館内パリ植物園の教授（化学）に就き、後にミシェル＝ウジェーヌ・シュヴルールの後の理事長職となった (1879 - 1891)。彼は1894年にパリで死去した。

## 仕事
フレミーの研究には酸化オスミウム(VIII)、鉄酸塩、スズ酸塩、鉛酸塩のようなオキソ金属塩およびオゾンの調査、溶融させたフッ化物の電気分解による遊離フッ素を得る試みなどが含まれ、無水フッ化水素酸および一連のacides sulphazotésの発見はその正確な性質において長らく議論された。彼はまた、葉や花の色彩、骨の構造や脳の問題、その他動物の個体や発酵のプロセスについての調査を行い、発酵理論においてはルイ・パスツールの見解の反対者であった。
フレミーは化学技術の応用に熱心であり、工業化学者の育成に対して教師として献身的に特別な配慮をしていた。この分野において彼は、鉄鋼、硫酸、ガラス、紙の生産に関する知識について貢献し、そして特にロウソクを製造するために硫酸とパルミチン酸を用いた脂肪の鹸化について働いた。彼の人生の晩期には酸化アルミニウム（アルミナ）の結晶を得るという問題に取り組み、化学組成のみならず物理的性質も天然宝石と同一なルビーを得ることに成功した。

## 出版物
彼はAnnales de Chimie et de Physiqueに掲載された多数の論文に加え、Traité de chimie générale (『一般化学論』、7 vols., 3rd ed. 1862-65)を出版した。また、10巻におよぶEncyclopédie Chimiqueは彼と彼に協力する数人の化学者によって13年間かけて執筆され、1894年に完成した。